# Convair CV-240
Convair CV-240 je družina sodobnih dvomotornih regionalnih batnih potniških letal, ki jih je proizvajal ameriški Convair v letih 1947−1954. Zasnovan je bil kot naslednik legendarnega Douglasa DC-3. Convair CV-240 je imel potniško kabino pod tlakom. Pristajalno podvozje je bilo uvlačljivo, tipa tricikel. Prvi let je bil 16. marca 1947. Zgrajeno je bilo okrog 1200 letal, uporabljal jih je tudi Jugoslovanski JAT.  
Čeprav jih je zaradi dotrajanosti vse manj, različne oblike Convairlinerje še naprej letijo v 21. stoletju. 

## Specifikacije (CV-240)
Podatki iz General Dynamics Aircraft and their Predecessors
Splošne značilnosti
- Posadka: 2 ali 3
- Število sedežev: 40
- Dolžina: 74 ft 8 in (22,76 m)
- Razpon kril: 91 ft 9 in (27,97 m)
- Višina: 26 ft 11 in (8,20 m)
- Površina kril: 817 sq ft (75,9 m2)
- Teža praznega letala: 29.500 lb (13.381 kg)
- Bruto teža: 42.500 lb (19.278 kg)
- Kapaciteta goriva: 1.000 US gal (3.785,41 L) - 1.550 US gal (5.867,39 L)
- Pogon letala: 2 × Pratt & Whitney R-2800-CA3 Double Wasp / CA15 / CA18 / CB3 ali CB16 18-valjni zračno hlajen zvezdasti motor, 2.400 hp (1.800 kW)  vsak
- Propelerji: št. lopatic: 3 Hamilton Standard ali Curtiss

Zmogljivost
- Maks. hitrost: 315 mph (507 km/h; 274 kn)
- Potovalna hitrost: 280 mph (243 kn; 451 km/h) (maks)
- Doseg: 1.200 mi (1.043 nmi; 1.931 km)
- Višina leta (servisna): 16.000 ft (4.877 m)
- Hitrost vzpenjanja: 1.520 ft/min (7,7 m/s)